# Šijavica
Šijavica (šije-šete, šijanje, u Italiji: mora, mura) je stara igra za dva igrača. Igrači istovremeno pokazuju ispružene prste jedne šake i pokušavaju pogoditi zbroj pokazanih prstiju, istovremeno izvikujući broj u rasponu od 2 do 10. Izvikuju se modificirani talijanski brojevi "šije", "šete" (sei, sette), te od njih potječe naziv igre. Iako igra ima elemente sreće, do izražaja dolazi vještina igrača.

## Povijest
Igra je u sličnom obliku (par-nepar) bila poznata još u antici i starom Egiptu.
U današnjem obliku poznata je iz starog Rima pod imenom micatio, odnosno micare digitis (približno značenje "brzanje prstima"), iz koga se dalje proširila na cijelo Sredozemlje.
U Italiji je 1931. igra zabranjena u javnim lokalima kao igra na sreću, koja je služila za klađenje i navodno je vodila do svađe i tučnjave. U provinciji Trentino je zabrana ukinuta 2001. a ostala je na snazi u ostalom dijelu Italije.
U Hrvatskoj je igra rasprostranjena u Istri, Kvarnerskom primorju i Dalmaciji.

## Igra

### Pravila
Igra se uglavnom učetvero, rjeđe udvoje ili ušestero. Osnovna igra je samo između dva igrača. Oni istovremeno, jednom svojom rukom izbacuju određeni broj prstiju. U istom trenutku, oba igrača izgovaraju jedan broj od 2 do 10, pokušavajući pogoditi zbroj prstiju, svojih i protivnikovih. "Bacanje" se smatra bezuspješnim ako ni jedan igrač nije pogodio zbroj ispruženih prstiju. Ako pogode obojica, računa se neriješeno. Pogodi li samo jedan igrač, on osvaja jedan bod, punat. Igra se do unaprijed dogovorenog broja punata.
Izgovaraju se modificirani (iskrivljeni) talijanski brojevi:
2 - Do
3 - Tre
4 - Kvatro
5 - Cinkve
6 - Šije
7 - Šete
8 - Oto
9 - Nove
10 - Tuti (=svi)
Obično se igra za stolom (tola), po kome se "bacaju prsti" i po kome se lupa kad se osvoji punat. Kad stigne do određenog broja punata, igra se ne prekida, već se pobjednik okreće sljedećem protivniku koji čeka, i igra teče dalje do dogovorenog kraja.

### Taktika
Iako igra ima elemente sreće, vještina igrača je presudna. Potrebno je brzo razmišljanje i puna koncentracija. Uz to, igrač također mora uzeti u obzir protivnikov stil igre, pa praviti u glavi neku vrstu statistike, pamteći koji broj prstiju protivnik najčešće pokazuje i kakvu prognozu najčešće izvikuje. Istodobno mora igrač razrađivati i vlastitu taktiku, pa posezati za nekim trikovima koji će zbuniti protivnika, tako što će, na primjer, više puta uzastopce pokazati isti broj prstiju uzvikujući uvijek različitu prognozu. Jedan od trikova su i slavodobitne i duhovite doskočice koje igrač izvikuje u času kad pogodi broj (lezi!, moj si! i slično).

### Zanimljivosti
Ovo je igra koju isključivo igraju muškarci, a žene, pogotovo u ranija vremena, nisu smjele ni gledati igru. Šijanje najčešće počinje spontano, nakon nekoliko pića u konobi, da bi se zaradilo još neko besplatno piće. Ali, ljudi su i ciljano dolazili u konobu na turnir u šijanju.
Igra je umno i fizički zahtjevna, a od udaranja po stolu nerijetke su i povrede šaka u žaru borbe. Zbog brzine igre, alkohola i napetosti dođe povremeno do slučajne (a ponekad i namjerne) greške, pa se dešavaju manji sukobi igrača, koji se brzo izglade i igra teče dalje.
Igra je atraktivna i promatračima, zbog živosti i galame u vrijeme igre.
Nikola Babić je 1970. snimio dokumentarni film "Šije", u kome je prikazan način igre. U filmu "Život sa stricem" Krste Papića braća šijaju tko će ostati u školi, a tko će prekinuti školovanje i zaposliti se, jer roditelji nisu imali novaca platiti školovanje obojici sinova.

## Vanjske poveznice
- Pavao Pavličić, "More i voda", web stranica Matice hrvatske  Arhivirana inačica izvorne stranice od 25. rujna 2012. (Wayback Machine)
- Film "Šije" Nikole Babića, 1970., YouTube
- Šijavica na stranici Narodni.net
- Web stranica Igre u Ričicama  Arhivirana inačica izvorne stranice od 4. prosinca 2011. (Wayback Machine)
- Mora na istrianet.org  Arhivirana inačica izvorne stranice od 13. ožujka 2021. (Wayback Machine) (engl)